# Szymki (obwód miński)
Szymki (biał. Шымкі; ros. Шимки) – wieś na Białorusi, w obwodzie mińskim, w rejonie miadzielskim, w sielsowiecie Miadzioł.

## Historia
W czasach zaborów wieś w granicach Imperium Rosyjskiego.
W dwudziestoleciu międzywojennym wieś i osada młyńska leżały w Polsce, w województwie wileńskim, w powiecie duniłowickim (od 1926 postawskim), w gminie Miadzioł.
Według Powszechnego Spisu Ludności z 1921 roku zamieszkiwało tu 146 osób, 136 było wyznania rzymskokatolickiego a 10 prawosławnego. Jednocześnie 128 mieszkańców zadeklarowało polską a 18 białoruską przynależność narodową. Były tu 33 budynki mieszkalne. W 1931 wieś w 31 domach zamieszkiwało 141 osób. Osada młyńska  liczyła 5 mieszkańców.
Wierni należeli do parafii rzymskokatolickiej i prawosławnej w m. Miadzioł. Miejscowość podlegała pod Sąd Grodzki w Miadziole i Okręgowy w Wilnie; właściwy urząd pocztowy mieścił się w Miadziole.
W 1938 roku miejscowość należała do gromady Kropiwno gminy Miadzioł.
Po agresji ZSRR na Polskę w 1939 roku wieś znalazła się w granicach BSRR. W latach 1941–1944 była pod okupacją niemiecką. Następnie leżała w BSRR. Od 1991 roku w Republice Białorusi.